# H.P. Lorentzen
Hans Peter Lorentzen (1809 eller 1810 – 1. maj 1855) var en dansk kaptajn i Borgervæbningen og grosserer. Han var en af de mest markante byggespekulanter ved midten af 1800-tallet, men var også filantrop.
Lorentzen var producent af silkehatte og investerede sin tjente formue i grundspekulation. Han købte og bebyggede således den søndre side af Bådsmandsstræde på Christianshavn mellem Overgaden oven Vandet og Dronningensgade (1847), den østlige side af Nikolaj Plads (1848-ca. 1852) og erstattede en bid af Nyboder med to nye karreer (1853-1855).
Københavns Magistrat så gerne en offentlig anvendelse af Nikolaj Plads med kirkeruinen og den nedlagte Sankt Nikolaj Kirkegård, men planerne strandede, og Magistraten faldt da tilbage på den udvej at sælge arealet til byggegrunde. Således kunne man dække et underskud, der var opstået på grund af opførelsen af Slagterboderne af støbejern rundt om ruinen i 1845-46. Pladsen blev udstykket i otte parceller. De syv kunne sælges straks, mens den ottende, der stødte op til hjørneejendommen ud mod Lille Kongensgade, foreløbig skulle holdes tilbage, indtil kommunen kunne erhverve denne ejendom og lægge den sammen med parcellen.
På en auktion den 9. februar 1848 solgtes da de syv grunde under ét til H.P. Lorentzen. Arealet udgjorde i alt 3650 kvadratalen, og prisen var 9 rigsdaler, 5 mark og 6 skilling pr. kvadratalen. Tværs over pladsen opførte Lorentzen i de følgende år den række af høje beboelseshuse, som fik navnet Nikolajgade. Lorentzen havde først ubeskedent ønsket at få gaden kaldt Lorentzens gade, men det blev afvist i Borgerrepræsentationen. Hans 17 huse gav bolig til 988 mennesker. Arkitekten var P.C. Hagemann, og husene blev eksempler på tidens elegante senklassicisme og samtidig markører, der pegede i retning af historicismen.
Lorentzen var stolt af sine ejendomme på Nikolaj Plads og lod dem afbilde på sin malede skydeskive, som han havde i kraft af sit medlemskab af Det Kongelige Kjøbenhavnske Skydeselskab og Danske Broderskab. Husrækken blev fredet allerede i 1959.
Nyboder havde længe været saneringsmodent, og i 1852 begyndte Marineministeriet at sælge ud af grundene. Dette år blev en karré, omfattende hele Kattegade og Pindsvinegade, den ene Side af Nygade og den ene Side af Bryggerlængen, bortsolgt ved auktion. Grundene betaltes gennemsnitligt med 7½ rigsdaler pr. kvadratalen, hvad der på den tid var en god pris. Til april flyttedag 1853 måtte alle beboerne (45 mænd, 76 koner, 140 børn og 19 enkelte personer) rømme disse huse, som derpå blev revet ned.
Sammen med andre aktører købte H.P. Lorentzen denne karré og opførte straks store "kaserner" på grunden, hvoraf mange også blev tegnet af P.C. Hagemann. Selv om karreerne rummede små lejligheder, betød de nye huse dog en forbedring af levestandarden. I 1854 lykkedes også Lorentzens gadenavne-ambition, idet Pindsvinegade blev omdøbt til Lorentzens gade, men navnet blev efter hans død i 1855 ændret til Sankt Pauls Gade. Også to af disse huse er blevet fredet.
Lorentzen optrådte dog ikke kun som spekulant. Den 10. september 1853 oprettede han H.P. Lorentzens Stiftelse med friboliger til enlige kvinder, som fik en bygning i Rigensgade.
17. februar 1833 havde han i Helligåndskirken ægtet Christiane Løvgreen.